# Andrei Istratescu

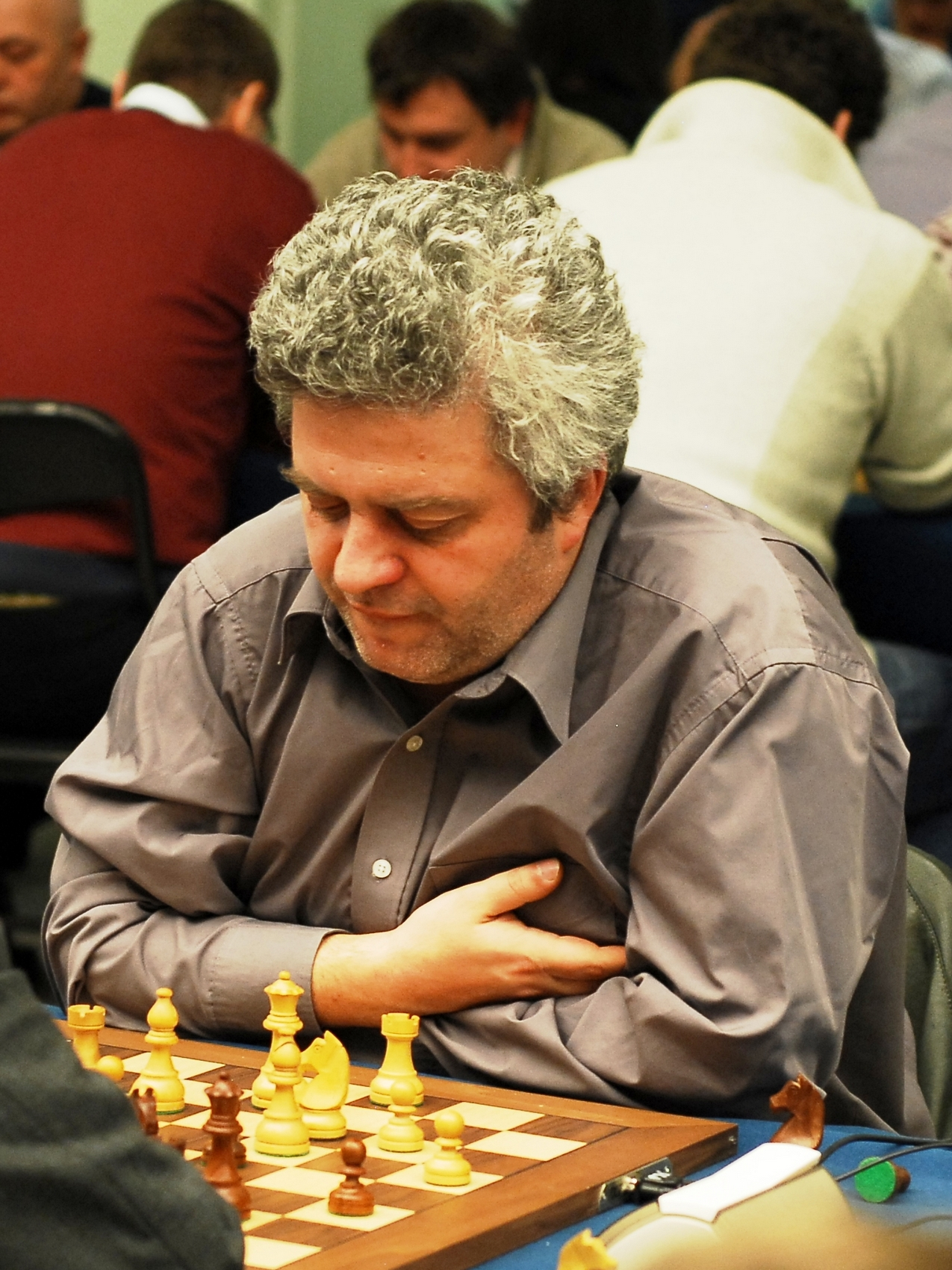
Andrei Istratescu, 2012

Andrei Istratescu (3 december 1975) is een Roemeense schaker. Hij is sinds 1994 een grootmeester (GM).

## Resultaten
Op vierjarige leeftijd leerde Andrei Istratescu schaken. Hij kreeg training van IM Mihail Ghinda.
- In 1990 werd hij derde bij het kampioenschap van Roemenië, in 1992 won hij het kampioenschap, in 1994 en in 1996 werd hij tweede en in 1999 derde. In 2017 won hij met 7.5 pt. uit 9 opnieuw de titel.
- In 1991 won hij in de Roemeense badplaats Mamaia het Europees schaakkampioenschap voor jeugd in de categorie tot 16 jaar.
- In 1992 werd hij Internationaal Meester (IM), in 1994 werd hij grootmeester.
- In 1998 nam hij deel aan het toernooi om het FIDE Wereldkampioenschap schaken.
- In 2001 won hij het lente-toernooi van Boekarest.
- In 2001 won hij het eerste Rohde Open toernooi in Sautron (Frankrijk).
- In 2002 werd hij in de C-Groep van het Corus-invitatietoernooi tweede achter Ian Rogers.
- In 2002 werd hij bij het Internationaal Open in Korinth gedeeld winnaar met Alexander Graf, Jevgeni Najer en Igor Miladinović.
- In 2002 won hij het internationale toernooi in Trignac, bij Saint-Nazaire.
- In 2003 won hij het 13e Gorge International Open in Gorges (departement Loire-Atlantique) en het 18e International Summer Open in Avoine (departement Indre-et-Loire).
- Ook won hij in 2003 het 3e International Rohde Open toernooi in Sautron[1] en het 2e International Tournament in Nantes.
- In 2004 won hij het 4e Open toernooi van Plancoët, Frankrijk,[2] het 1e Open International in Niort en het 19e Summer Open in Avoine.
- Van 8 t/m 11 december 2004 vond de Grand Prix d' Echecs in Aix en Provence plaats. Het rapidtoernooi werd gewonnen door Anatoli Karpov. Andrei Istratescu eindigde op de tweede plaats.
- Een rematch tegen voormalig wereldkampioen Karpov vond plaats in maart 2005 in Boekarest: vier reguliere partijen en vier rapidpartijen. De eindstand was 6-2 in het voordeel van Karpov.[3]
- In 2005 en in 2013 nam hij deel aan het toernooi om de FIDE Wereldbeker schaken.
- Van 14 t/m 20 februari 2005 werd te Nancy tijdens het Festival d'échecs een tienkamp gespeeld die door Friso Nijboer met 7 uit 9 gewonnen werd. Andrei Istratescu eindigde met eveneens 7 punten op de tweede plaats, bepaald door de weerstandspunten.
- In 2007 won hij het 2e Trophee Universitaire in La Roche-sur-Yon.
- In 2008 won hij het Kaupthing Open in Differdingen.
- 2009/10: winnaar, met Romain Édouard, David Howell en Mark Hebden, van het Hastings International Chess Congress.[4]
- In 2011 won hij het internationale Open toernooi in Malakoff.
- In 2012 won hij het Neckar-Open in Deizisau, voor GM Konstantine Schanawa.

Als trainer werkte Istrățescu met de winnaar, in 2007, van het WK jeugd in de categorie tot 16 jaar, Ioan-Cristian Chirilă. Verder is hij een van de trainers van het Franse nationale team.

## Nationale teams
In 1994 was hij lid van het Roemeense team dat de gouden medaille won bij de Europese schaakkampioenschappen voor junioren tot 20 jaar, gehouden in de Turkse stad Çanakkale.
Istrățescu speelde voor het Roemeense nationale team in Schaakolympiades, het Europees schaakkampioenschap voor landenteams en de Schaak-Balkaniades. Op 4 mei 2011 ging hij over van de Roemeense naar de Franse schaakbond, op 6 februari 2017 keerde hij terug bij de Roemeense schaakbond.

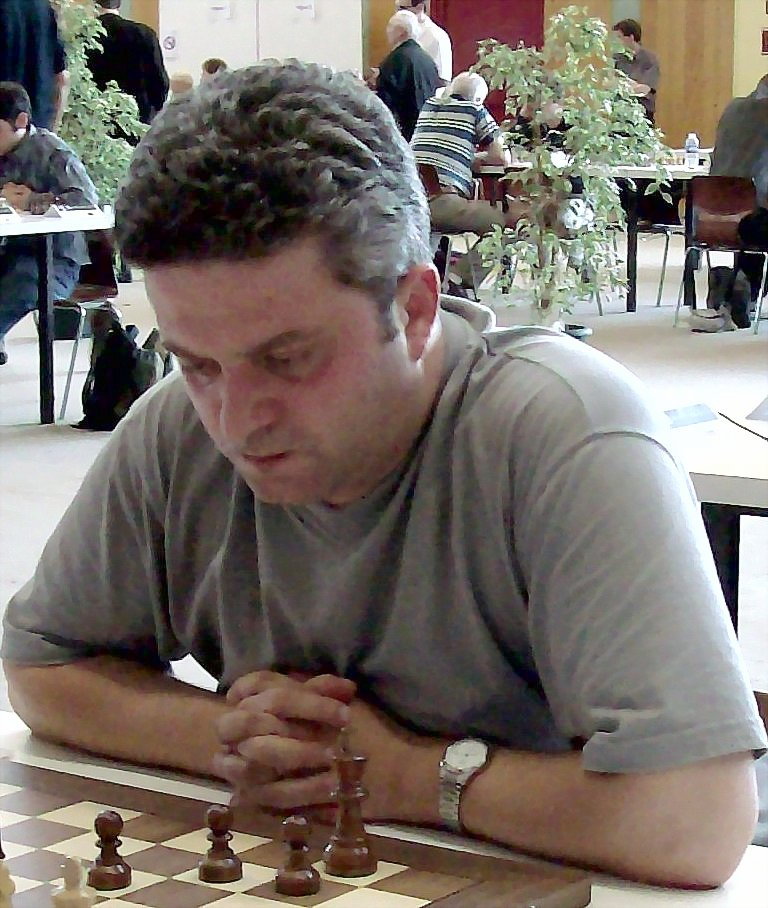
Andrei Istrățescu (2008)

Met het Roemeense nationale team nam Andrei Istrățescu deel aan zeven Schaakolympiades: 1992, 1994, 1996, 1998, 2002, 2006 en 2008, met als cumulatief resultaat +18 =38 −13.
Met het Roemeense nationale team nam hij vier keer deel aan het Europees kampioenschap schaken voor landenteams: in 1992, 1999, 2005 en 2009; in 2011 nam hij hieraan deel met het Franse nationale team; zijn cumulatief resultaat is +6 =21 −5.

## Schaakverenigingen
Met schaakverenigingen speelde hij in de bondscompetities van België, Frankrijk, Griekenland, Hongarije, Joegoslavië, Luxemburg, Nederland, Roemenië, Servië, Spanje en Baskenland. 

In Roemenië speelde hij voor CS Contor Group Arad, in Griekenland voor Kalamata, in Frankrijk begin jaren 2000 voor de Club d’Echecs de Sautron, van 2010 tot 2013 voor de Club de Marseille Echecs, in 2014 für Évry Grand Roque en in 2016 voor Mulhouse Philidor. In Frankrijk werd hij in seizoen 2010/11 met Marseille kampioen. In Nederland speelde hij voor Kapodokya Purmerend, in Baskenland voor Gros Xake Taldea (waarmee hij in 2005 ook in de Spaanse "División de Honor" speelde), in Hongarije voor de Nagykanizsai Tungsram Sakk-Klub, in Zwitserland voor SK Mendrisio, vanaf seizoen 2010 voor Schachklub Luzern en vanaf seizoen 2012 voor Club d’Echecs de Genève. In Luxemburg speelde hij voor Differdange I, vanaf 2010 voor Echternach. In België speelde Istrățescu voor Namur, vanaf 2011 voor Charleroi en vanaf 2012 voor Schachfreunde Wirtzfeld. Hij werd drie keer kampioen van België, in 2012 met Charleroi, in 2013 en in 2018 met Schachfreunde Wirtzfeld. Het kampioenschap van Hongarije won hij in seizoen 2006/07 met Nagykanizsai, die intussen van naam waren veranderd in Aquaprofit. Het kampioenschap van Zwitserland won hij in 2007 met Mendrisio, in 2012 met Club d’Echecs de Genève en in 2015 opnieuw met Genève. In Luxemburg werd hij in 2008 met Le Cavalier Differdange en in 2011 met De Sprénger Echternach landskampioen. 

Istrățescu nam deel aan het toernooi om de European Club Cup: in 1992, 1993 en 1994 met SC Politehnica Bukarest, in 2007 met Gros Xake Taldea en in 2011 met Marseille Echecs.